# Interregional Fluggesellschaft
Die Interregional Fluggesellschaft mbH, kurz IFG, war eine deutsche Fluggesellschaft mit Sitz in Düsseldorf.

## Geschichte

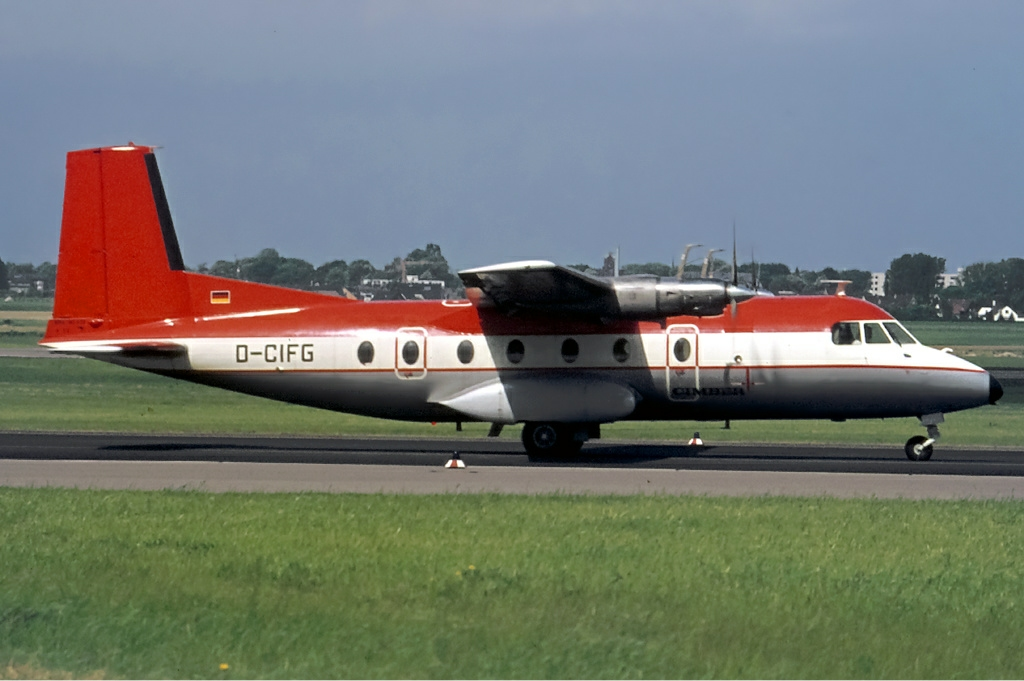
Nord 262 der IFG nach Verkauf an den deutschen Ableger der dänischen Cimber Air. Das Flugzeug trägt immer noch die alte IFG-Bemalung, lediglich das Logo wurde durch das der Cimber Air ersetzt.

Der Ursprung der IFG findet sich mit dem Jahr 1966 bereits einige Zeit vor der eigentlichen Gründung. So setzte die LTU zu dieser Zeit erstmals Flugzeuge des Typs Fokker F-27 auf den vom Land Nordrhein-Westfalen geförderten innerdeutschen Regionalstrecken Düsseldorf – Hannover und Düsseldorf – Bremen ein. Die Durchführung der Flüge geschah unter Verwendung von Lufthansa-Flugnummern; Personal sowie Fluggerät wurden von der LTU gestellt. Wenige Zeit später nahm man mit einer Nord 262 obendrein die Strecke Düsseldorf – Saarbrücken auf. Die LTU zeigte sich mit der Auslastung zufrieden, wenngleich diese anfänglich gerade einmal 40 % betrug. Mit der Überzeugung, dass Anlaufverluste zu tragen waren, kündigte die LTU dann im November 1968 die Anschaffung einer weiteren Nord 262 für die Bedienung der Strecken Saarbrücken – Stuttgart und Saarbrücken – München an. Darüber hinaus gründete man am 26. August 1967 in Düsseldorf die Tochtergesellschaft Interregional Fluggesellschaft mbH.
Diese übernahm nun die innerdeutschen Verbindungen und erhielt zusätzlich zu den beiden Nord 262 zum April 1969 zwei von zwischendurch insgesamt vier Fokker F-27 der Muttergesellschaft LTU. Außerdem erhöhte man die Frequenz auf der Verbindung Düsseldorf – Saarbrücken von zweimal auf dreimal täglich. Die IFG erweiterte ihr Angebot im Winter desselben Jahres ebenfalls neben Charterflügen nach Italien um Flug- und Hotelarrangements nach Österreich. Im Jahr 1971 erfolgte ein Ausbau der letztgenannten Kombinationsreisen. Zudem flog man nun auch von Düsseldorf nach Brüssel. Indes kristallisierte sich für die LTU heraus, dass die IFG nur große Verluste einflog. Als Reaktion reduzierte man die Frequenz auf der Strecke Düsseldorf – Saarbrücken wieder und veräußerte eine Nord 262 sowie die Verbindung Düsseldorf –  Bremen an den deutschen Ableger der dänischen Cimber Air mit Sitz in Kiel.
Die finanzielle Situation der IFG spitzte sich durch steigende Treibstoffpreise und einen lange andauernden Fluglotsenstreik jedoch erheblich zu, sodass das Luftfahrt-Bundesamt dem Unternehmen die Betriebserlaubnis schließlich wegen mangelnder wirtschaftlicher Leistungsfähigkeit entzog. IFG stellte den Betrieb folglich zum 25. Januar 1974 ein – mittlerweile hatten sich Schulden in Höhe von 1,5 Mio. DM angehäuft.

## Flugziele
IFG bediente vom Flughafen Düsseldorf aus verschiedene Ziele in ganz Deutschland.
Zusätzlich bot man Sonderflüge zu Messezeiten und saisonale Verbindungen nach Sylt an.

## Flotte
Zur Betriebseinstellung im Januar 1974 bestand die Flotte der IFG aus zwei Fokker F-27.